# Сен-Фюльжан
Сен-Фюльжан (фр. Saint-Fulgent) — коммуна на западе Франции, регион Пеи-де-ла-Луар, департамент Вандея, округ Ла-Рош-сюр-Йон, кантон Монтегю-Ванде. Расположена в 28 км к северо-востоку от Ла-Рош-сюр-Йона и в 49 км к юго-западу от Нанта, в 14 км от автомагистрали А87.
Население (2019) — 3 814 человек.

## История
Территория нынешней коммуны Сен-Фюльжан была заселена не позднее 5000 года до н. э. Примерно с 1700 года до н. э. здесь поселилось галльское племя пиктонов. Во время римского завоевания Галлии, примерно в 52 г. до н. э., они вступили в союз с римлянами. Поселение неоднократно разрушалось и восстанавливалось вплоть до одиннадцатого века. В Средние века Сен-Фюльжан был процветающим торговым местом.
В период Религиозных войн влиятельное протестантское меньшинство активно пыталось усилить свои позиции в Сен-Фюльжане. Братоубийственная борьба была очень жестокой, церковь была сожжена, вооруженные банды с обеих сторон грабили территории. Столетие спустя по приказу короля Людовика XIV протестантский храм был разрушен, а последний пастор отправился в изгнание.
Во время Вандейского мятежа Сен-Фюльжан, находящийся в зоне боевых действий повстанцев, был ареной двух сражений, в 1793 и 1794 годах. Самое крупное из них произошло 22 сентября 1793 года: войска мятежников под командованием Луи де Лескюра численностью около 20 тысяч человек напали на республиканский отряд в 3 тысячи солдат и выбили их из поселка. Через несколько дней, когда основные силы мятежников ушли, республиканцы вернулись в Сен-Фюльжан. Массовые убийства и разрушения домов, совершаемые республиканскими войсками, продолжались до 1797 года, когда к власти пришел Наполеон Бонапарт. Последствия войны были тяжелыми: население сократилось на треть, большая часть зданий разрушены.
Восстановительные работы начались в 1808 году. 8 августа 1808 года по дороге из Байонны Наполеон I и Жозефина останавливались в Сен-Фюльжане: императору доложили о событиях 1793 года и военных потерях, а императрице вручили цветы. 27 августа того же года город получил из казны 3000 франков на ремонт церкви и ещё 4000 франков на другие работы.

## Достопримечательности
- Шато Сен-Фюльжан в стиле Ренессанса, частная собственность

## Экономика
Структура занятости населения:
- сельское хозяйство — 4,3 %
- промышленность — 43,3 %
- строительство — 8,5 %
- торговля, транспорт и сфера услуг — 31,5 %
- государственные и муниципальные службы — 12,4 %

Уровень безработицы (2019) — 6,5 % (Франция в целом — 12,9 %, департамент Вандея — 10,5 %). 

Среднегодовой доход на 1 человека, евро (2019) — 20 830 (Франция в целом — 21 930, департамент Вандея — 21 550).

## Демография
Динамика численности населения, чел.

## Администрация
Пост мэра Сен-Фюльжана с 2020 года занимает Жан-Люк Готрон (Jean-Luc Gautron). На муниципальных выборах 2020 года возглавляемый им правый список был единственным.
| Период | Период | Фамилия             | Партия                         | Примечания                                                                     |
| ------ | ------ | ------------------- | ------------------------------ | ------------------------------------------------------------------------------ |
| 1965   | 1983   | Марсель Арриве      |                                | промышленник                                                                   |
| 1983   | 2001   | Мари-Тереза Альгюдо | Союз за французскую демократию | работник Фонда медицинского страхования, член Генерального совета департамента |
| 2001   | 2008   | Жан-Поль Грео       | Разные правые                  | ответственный работник                                                         |
| 2008   | 2020   | Поль Бодо           | Разные правые                  | работник администрации больницы                                                |
| 2020   |        | Жан-Люк Готрон      | Разные правые                  | специалист IT                                                                  |